# Едді Марсан
Едді Марсан (англ. Eddie Marsan; нар. 23 липня 1968, Лондон, Велика Британія) — англійський актор.

## Фільмографія
- 1997: Людина, яка дуже мало знала / The Man Who Knew Too Little — грабіжник № 1
- 2000: Гангстер № 1 / Gangster No. 1 — Едді Міллер
- 2000: Таємниці місіс Бредлі / The Mrs Bradley Mysteries — Рональд Квінсі
- 2001: Нова сукня імператора / The Emperor's New Clothes — Луї Маршан
- 2002: Банди Нью-Йорка / Gangs of New York — Кілоран
- 2003: 21 грам / 21 Grams — Джон
- 2004: Віра Дрейк / Vera Drake — Рег
- 2005: Новий Світ / The New World — Едді
- 2005: Беовульф и Грендель / Beowulf & Grendel — батько Брендан
- 2005: Кат / The Headsman — Фабіо
- 2005: Останній кат / Pierrepoint: The Last Hangman — Джеймс «Тіш» Корбіт
- 2005: Таємне життя слів / The Secret Life of Words — Віктор
- 2006: Місія нездійсненна 3 / Mission: Impossible III — Браунуей
- 2006: Поліція Маямі: Відділ моралі / Miami Vice — Ніколас
- 2006: Шістдесят Шість / Sixty Six — Менні Рувим
- 2006: Ілюзіоніст / The Illusionist — Йозеф Фішер
- 2006: V означає Вендетта / V for Vendetta — Брайан Етерідж
- 2007: Я хочу цукерочку / I Want Candy — Дуг Перрі
- 2008: Безтурботна / Happy-Go-Lucky — Скотт
- 2008: Крихітка Дорріт / Little Dorrit — Панкс
- 2008: Генкок / Hancock — червоний Паркер
- 2008: Зникнення Еліс Крід / The Disappearance of Alice Creed — Вік
- 2009: Безсердечний / Heartless — озброєний чоловік
- 2009: Шерлок Голмс / Sherlock Holmes — Інспектор Лестрейд
- 2010: Охоронець / London Boulevard — детектив Бейлі
- 2011: Бойовий кінь / War Horse — Сержант Фрі
- 2011: Шерлок Голмс: Гра тіней / Sherlock Holmes: A Game of Shadows — Інспектор Лестрейд
- 2012: Джек — вбивця велетнів / Jack the Giant Kille
- 2012: Білосніжка та мисливець / Snow White & the Huntsman — Адріан
- 2013: Багно / Filth — Блейдсі
- 2013: Натюрморт / Still Life — Джон Мей
- 2015: Оборонець / Concussion — Стівен Т. ДеКоскі
- 2015: Джонатан Стрейндж та містер Норрелл / Jonathan Strange & Mr Norrell — Містер Норрелл
- 2016: Особливий злочин / A Kind of Murder — Кіммел
- 2016: Ґолем Лаймгаузу / The Limehouse Golem — дядько
- 2017: Атомна блондинка / Atomic Blonde — Бінокль
- 2017: Вотергейт: Падіння Білого дому / Mark Felt: The Man Who Brought Down the White House
- 2018: Операція «Ентеббе» / Entebbe — Шимон Перес
- 2018: Дедпул 2 / Deadpool 2 — Директор
- 2018: Книга джунглів: Початок / Mowgli: Legend of the Jungle — Віхаан
- 2018: Влада / Vice — Пол Вулфовіц
- 2018: Білий хлопець Рік / White Boy Rick — Арт Деррік
- 2019: Геній і безумець / The Professor and the Madman — Манчі
- 2019: Зворотній зв'язок / Feedback — Джарвіс Долан
- 2019: «Ебігейл» — батько Ебігейл
- 2019: Форсаж: Гоббс та Шоу / Fast & Furious: Hobbs & Shaw — професор Андрейко
- 2019: Джентльмени / The Gentlemen — Великий Дейв
- 2021: Гнів людський / Wrath of Man — Террі
- 2022: Підрядник / The Contractor — Вергілій
- 2022: Хроніки Веспер / Vesper — Йонас
- 2022: Рей Донован / Ray Donovan: The movie — Террі Донован
- 2022: Emperor — Мартін Лютер
- 2022: Вибирай або помри / Choose or Die — Хел
- 2023: Операція «Фортуна»: Мистецтво перемагати / Operation Fortune: Ruse de Guerre — Найтон
- 2023: Чиста гра / Fair Play — Кемпбелл
- 2024: Емі Вайнгауз: Back To Black / Back to Black — Мітч Вайнгауз
- TBA: Шерлок Холмс 3 / Sherlock Holmes 3 — Інспектор Лестрейд